# Five Nations 1966
Die Ausgabe 1966 des jährlich ausgetragenen Rugby-Union-Turniers Five Nations (seit 2000 Six Nations) fand zwischen dem 15. Januar und dem 26. März statt. Turniersieger wurde Wales.

## Teilnehmer
| Land       | Stadion                        | Stadt     | Trainer   | Kapitän                        |
| ---------- | ------------------------------ | --------- | --------- | ------------------------------ |
| England    | Twickenham Stadium             | London    | keiner    | Budge Rogers                   |
| Frankreich | Stade Olympique Yves-du-Manoir | Colombes  | Jean Prat | Michel Crauste                 |
| Irland     | Lansdowne Road                 | Dublin    | keiner    | Ray McLoughlin / Tom Kiernan   |
| Schottland | Murrayfield Stadium            | Edinburgh | keiner    | Stewart Wilson / Ian Laughland |
| Wales      | Cardiff Arms Park              | Cardiff   | keiner    | Alun Pask / David Watkins      |

## Tabelle
|    | Land       | Spiele | Siege | Unent. | Ndlg. | Spiel- punkte | Diff. | Tabellen- punkte |
| -- | ---------- | ------ | ----- | ------ | ----- | ------------- | ----- | ---------------- |
| 1. | Wales      | 4      | 3     | 0      | 1     | 34:26         | + 8   | 6                |
| 2. | Frankreich | 4      | 2     | 1      | 1     | 35:18         | + 17  | 5                |
| 2. | Schottland | 4      | 2     | 1      | 1     | 23:17         | + 6   | 5                |
| 4. | Irland     | 4      | 1     | 1      | 2     | 24:34         | − 10  | 3                |
| 5. | England    | 4      | 0     | 1      | 3     | 15:36         | − 21  | 1                |

## Ergebnisse
| 15. Januar 1966 | Schottland      | 3 : 3         | Frankreich          | Murrayfield Stadium, Edinburgh Zuschauer: 60.000 Schiedsrichter: Dai Hughes (Wales) |
| 15. Januar 1966 | Versuche: Whyte | (3:3) Bericht | Straftritte: Lacaze | Murrayfield Stadium, Edinburgh Zuschauer: 60.000 Schiedsrichter: Dai Hughes (Wales) |

| 15. Januar 1966 | England                                 | 6 : 11        | Wales                                                   | Twickenham Stadium, Wales Schiedsrichter: R. Gilliland (Irland) |
| 15. Januar 1966 | Versuche: Perry Straftritte: Rutherford | (3:3) Bericht | Versuche: Pask Erhöhungen: Price Straftritte: Price (2) | Twickenham Stadium, Wales Schiedsrichter: R. Gilliland (Irland) |

| 29. Januar 1966 | Frankreich                                               | 11 : 6        | Irland                                 | Stade Olympique Yves-du-Manoir, Colombes Zuschauer: 30.947 Schiedsrichter: Peter Brook (England) |
| 29. Januar 1966 | Versuche: Darrouy Erhöhungen: Lacaze Straftritte: Lacaze | (3:3) Bericht | Straftritte: Gibson Dropgoals: Kiernan | Stade Olympique Yves-du-Manoir, Colombes Zuschauer: 30.947 Schiedsrichter: Peter Brook (England) |

| 5. Februar 1966 | Wales                                    | 8 : 3         | Schottland          | Cardiff Arms Park, Cardiff Schiedsrichter: Michael Titcomb (England) |
| 5. Februar 1966 | Versuche: Jones (2) Erhöhungen: Bradshaw | (3:0) Bericht | Straftritte: Wilson | Cardiff Arms Park, Cardiff Schiedsrichter: Michael Titcomb (England) |

| 12. Februar 1966 | England                                    | 6 : 6         | Irland                                 | Twickenham Stadium, London Schiedsrichter: Bernard Marie (Frankreich) |
| 12. Februar 1966 | Versuche: Greenwood Erhöhungen: Rutherford | (6:3) Bericht | Versuche: McGrath Straftritte: Kiernan | Twickenham Stadium, London Schiedsrichter: Bernard Marie (Frankreich) |

| 26. Februar 1966 | Frankreich                                                  | 13 : 0        | England | Stade Olympique Yves-du-Manoir, Colombes Zuschauer: 37.660 Schiedsrichter: Gwynne Walters (Wales) |
| 26. Februar 1966 | Versuche: Boniface Gachassin Gruarin Erhöhungen: Lacaze (2) | (5:0) Bericht |         | Stade Olympique Yves-du-Manoir, Colombes Zuschauer: 37.660 Schiedsrichter: Gwynne Walters (Wales) |

| 26. Februar 1966 | Irland               | 3 : 11        | Schottland                                     | Lansdowne Road, Dublin Schiedsrichter: Dai Hughes (Wales) |
| 26. Februar 1966 | Straftritte: Kiernan | (3:5) Bericht | Versuche: Grant Hinshelwood Erhöhungen: Wilson | Lansdowne Road, Dublin Schiedsrichter: Dai Hughes (Wales) |

| 12. März 1966 | Irland                                                   | 9 : 6         | Wales                                    | Lansdowne Road, Dublin Schiedsrichter: Robert Burrell (Schottland) |
| 12. März 1966 | Versuche: Bresnihan Erhöhungen: Gibson Dropgoals: Gibson | (6:3) Bericht | Versuche: Prothero Straftritte: Bradshaw | Lansdowne Road, Dublin Schiedsrichter: Robert Burrell (Schottland) |

| 19. März 1966 | Schottland                           | 6 : 3         | England              | Murrayfield Stadium, Edinburgh Schiedsrichter: Kevin Kelleher (Irland) |
| 19. März 1966 | Versuche: Whyte Straftritte: Blaikie | (3:0) Bericht | Dropgoals: McFadyean | Murrayfield Stadium, Edinburgh Schiedsrichter: Kevin Kelleher (Irland) |

| 26. März 1966 | Wales                                       | 9 : 8         | Frankreich                                 | Cardiff Arms Park, Cardiff Zuschauer: 60.000 Schiedsrichter: Kevin Kelleher (Irland) |
| 26. März 1966 | Versuche: Watkins (2) Straftritte: Bradshaw | (6:8) Bericht | Versuche: Duprat Rupert Erhöhungen: Lacaze | Cardiff Arms Park, Cardiff Zuschauer: 60.000 Schiedsrichter: Kevin Kelleher (Irland) |